# Pleurothallis masdevalliopsis
Pleurothallis masdevalliopsis är en orkidéart som beskrevs av Carlyle August Luer. Pleurothallis masdevalliopsis ingår i släktet Pleurothallis och familjen orkidéer. Inga underarter finns listade i Catalogue of Life.